# Dakota Jones
Pour les articles homonymes, voir Jones.
Dakota Jones, né le 5 décembre 1990 à Casper, est un coureur d'ultra-trail américain. Il a notamment remporté la Transvulcania en 2012 et 2023 ainsi que le marathon de Pikes Peak en 2018. Il est également champion des États-Unis de trail marathon 2014.

## Biographie
Pratiquant d'abord la course à pied comme loisir, Dakota Jones se découvre un talent pour le trail à 17 ans. Durant sa scolarité à la high school de Durango, il se porte volontaire comme bénévole pour la Hardrock 100. Très vite, il décide de s'essayer à l'ultra-trail en compétition et à 19 ans, il prend part à des épreuves de 50 kilomètres et 50 milles,.
Le 14 avril 2012, il s'élance sur la Lake Sonoma 50. Plus jeune coureur au départ, il court aux avant-postes et parvient à accélérer en seconde partie de course pour se défaire du favori Timothy Olson. Il s'impose en 6 h 17 min 27 s et signe un nouveau record du parcours. Un mois plus tard, il prend le départ de la Transvulcania. Encore inconnu sur la scène internationale, il crée la sensation en courant dans le groupe de tête puis en restant au contact des deux grands favoris Kílian Jornet et Andy Symonds. Le Britannique se fait légèrement distancer mais Kílian Jornet chute à plusieurs reprises dans la descente finale, laissant Dakota Jones seul en tête. Andy Symonds tente de rattraper l'Américain mais ce dernier parvient à s'imposer en 6 h 58 min 44 s, battant de plus d'une demi-heure le record du parcours.
Le 1er novembre 2014, il prend le départ du Moab Trail Marathon en vue de se préparer pour le North Face Endurance Challenge California un mois plus tard. Il réalise une solide course et parvient à se défaire de Mario Mendoza et Justin Ricks en fin de course pour s'imposer. La course comptant comme épreuve de marathon des championnats des États-Unis de trail, il remporte le titre.
Le 8 avril 2017, il termine péniblement à la deuxième place de la Lake Sonoma 50 derrière Sage Canaday. Sa douleur ressentie en course s'avère être une blessure du muscle ischio-jambier. Il se retire temporairement de la compétition pour se soigner mais est ensuite victime d'une blessure au tendon d'Achille. Il fait son retour à la compétition en été 2018.
En 2018, il est sensibilisé à la cause environnementale. Afin de réduire son empreinte carbone, il décide de participer au marathon de Pikes Peak en se rendant à la course à vélo et en soutenant l'organisation non gouvernementale Protect Our Winters (en). Partant de Silverton, il parcourt environ 400 kilomètres durant quatre jours pour rejoindre Manitou Springs. Il connaît un départ difficile lors du marathon mais parvient à accélérer en fin de montée pour atteindre le sommet du pic Pikes en deuxième position derrière Darren Thomas. Il effectue alors une descente sur un rythme élevé et parvient à doubler son adversaire pour s'offrir la victoire. Une fois la course terminée, il parcourt à nouveau 400 kilomètres à vélo pour rejoindre son domicile de Durango,.
Le 29 octobre 2022, il s'élance au départ de la Javelina Jundred. Plus habitué aux terrains montagneux, il démontre une bonne vitesse sur ce type de terrain plat et rapide. Il s'impose en 12 h 58 min 2 s et établit un nouveau record du parcours, le premier en moins de treize heures.
Le 6 mai 2023, il s'élance pour la quatrième fois sur la Transvulcania. Prenant un départ prudent, il parvient à doubler ses adversaires, dont l'autre favori l'Italien Andreas Reiterer et le Français Damien Humbert. Il récupère la tête de course à mi-course et ne la lâche plus. Il s'impose avec huit minutes d'avance sur le Français.

## Palmarès
| no  | masculin           | Course                                      | Longueur | Départ             | Temps            |
| --- | ------------------ | ------------------------------------------- | -------- | ------------------ | ---------------- |
| 3e  | Médaille de bronze | Moab's Red Hot                              | 54 km    | 13 février 2010    | 4 h 29 min 40 s  |
| 1re | Médaille d'or      | San Juan Solstice 50 Mile Run               | 50 mi    | 19 juin 2010       | 8 h 13 min 0 s   |
| 2e  | Médaille d'argent  | White River 50 Mile Trail Run               | 50 mi    | 31 juillet 2010    | 6 h 49 min 20 s  |
| 1re | Médaille d'or      | Moab's Red Hot                              | 54 km    | 12 février 2011    | 4 h 2 min 50 s   |
| 2e  | Médaille d'argent  | Hardrock 100                                | 100 mi   | 8 juillet 2011     | 27 h 10 min 0 s  |
| 2e  | Médaille d'argent  | North Face Endurance Challenge - California | 50 mi    | 3 décembre 2011    | 6 h 21 min 51 s  |
| 1re | Médaille d'or      | Lake Sonoma 50                              | 50 mi    | 14 avril 2012      | 6 h 17 min 27 s  |
| 1re | Médaille d'or      | Transvulcania                               | 73 km    | 12 mai 2012        | 6 h 58 min 44 s  |
| 3e  | Médaille de bronze | Hardrock 100                                | 100 mi   | 13 juillet 2012    | 25 h 45 min 0 s  |
| 3e  | Médaille de bronze | Ultra Cavalls del Vent                      | 84 km    | 29 septembre 2012  | 9 h 26 min 25 s  |
| 2e  | Médaille d'argent  | Moab's Red Hot                              | 54 km    | 16 février 2013    | 3 h 55 min 24 s  |
| 1re | Médaille d'or      | San Juan Solstice 50 Mile Run               | 50 mi    | 22 juin 2013       | 7 h 35 min 3 s   |
| 2e  | Médaille d'argent  | Ultra Race of Champions                     | 100 km   | 28 septembre 2013  | 9 h 32 min 26 s  |
| 1re | Médaille d'or      | Buffalo Stampede Ultra SkyMarathon          | 75 km    | 4 avril 2014       | 7 h 48 min 3 s   |
| 1re | Médaille d'or      | Tromsdalstind SkyRace                       | 20 km    | 6 septembre 2014   | 2 h 25 min 19 s  |
| 1re | Médaille d'or      | Moab Trail Marathon                         | 40 km    | 1er novembre 2014  | 3 h 2 min 5 s    |
| 2e  | Médaille d'argent  | North Face Endurance Challenge - California | 50 mi    | 6 décembre 2014    | 6 h 12 min 20 s  |
| 1re | Médaille d'or      | Reventón El Paso - Long Race                | 42 km    | 13 avril 2015      | 3 h 43 min 16 s  |
| 4e  | 4e                 | Transvulcania                               | 73 km    | 9 mai 2015         | 7 h 28 min 59 s  |
| 1re | Médaille d'or      | Broken Arrow Skyrace 52K                    | 52 km    | 19 juin 2016       | 4 h 56 min 36 s  |
| 1re | Médaille d'or      | Squamish 50                                 | 50 mi    | 20 août 2016       | 7 h 31 min 9 s   |
| 2e  | Médaille d'argent  | Lake Sonoma 50                              | 50 mi    | 8 avril 2017       | 6 h 20 min 49 s  |
| 1re | Médaille d'or      | La Luz Trail Run                            | 14,5 km  | 5 août 2018        | 1 h 20 min 53 s  |
| 1re | Médaille d'or      | Marathon de Pikes Peak                      | 42,2 km  | 19 août 2018       | 3 h 32 min 19 s  |
| 1re | Médaille d'or      | Imogene Pass Run                            | 27,5 km  | 8 septembre 2018   | 2 h 13 min 36 s  |
| 3e  | Médaille de bronze | Haría Extreme Lanzarote - Maratón           | 44 km    | 11 novembre 2018   | 3 h 57 min 23 s  |
| 2e  | Médaille d'argent  | Idaho Mountain Trail Ultra Festival         | 100 mi   | 12 septembre 2020  | 21 h 12 min 17 s |
| 2e  | Médaille d'argent  | The Rut 28k                                 | 28 km    | 5 septembre 2021   | 3 h 15 min 42 s  |
| 1re | Médaille d'or      | Canyons Endurance Runs - 50km               | 50 km    | 23 avril 2022      | 4 h 12 min 7 s   |
| 3e  | Médaille de bronze | Hardrock 100                                | 100 mi   | 15 juillet 2022    | 23 h 6 min 17 s  |
| 1re | Médaille d'or      | Javelina Jundred                            | 100 mi   | 29 octobre 2022    | 12 h 58 min 2 s  |
| 1re | Médaille d'or      | Transvulcania                               | 72 km    | 6 mai 2023         | 7 h 2 min 16 s   |
| 3e  | Médaille de bronze | CCC                                         | 100 km   | 1er septembre 2023 | 10 h 41 min 40 s |